# Wzgórze Chełmskie
Wzgórze Chełmskie, także Wzgórze Kościelne – wzgórze o wysokości 185 lub 189 m n.p.m. stanowiące najwyższy punkt powiatu kaliskiego i drugie najwyższe wzniesienie Wysoczyzny Kaliskiej (w części znanej jako Wzgórza Opatowsko-Malanowskie). Położone jest w centralnej części wsi Chełmce w gminie Opatówek. 
Na szczycie wzgórza zlokalizowany jest kościół pw. Narodzenia Najświętszej Maryi Panny. W odległości kilkuset metrów znajduje się natomiast wieża telewizyjna SLR Chełmce (na wysokości 176 m n.p.m.). Pierwotnie na szczycie miała się mieścić pogańska świątynia i gród obronny. Wzgórze Chełmskie leży na wyraźnie wyniosłym pagórku powyżej płaskiego terenu, jest widoczne nawet z odległości kilkunastu kilometrów.